# Jefferson (Georgia)
Jefferson – miasto w Stanach Zjednoczonych, w stanie Georgia, w hrabstwie Jackson.